# Ernest Ngboko
Ernest Ngboko Ngombe C.I.C.M. (ur. 25 maja 1964 w Kanya Mbonda) – kongijski duchowny katolicki, arcybiskup Mbandaka-Bikoro od 2020.

## Życiorys

### Prezbiterat
Święcenia kapłańskie przyjął 20 czerwca 1996 w zakonie szeutystów. Po święceniach pracował jako misjonarz w Senegalu, a w latach 2001–2010 był przełożonym zakonnego dystryktu w tym kraju. W 2010 podjął studia licencjanckie z teologii w Stanach Zjednoczonych, a rok później został wikariuszem generalnym szeustystów.

### Episkopat
11 lutego 2015 papież Franciszek mianował go biskupem ordynariuszem diecezji Lisala. Sakry biskupiej udzielił mu 19 kwietnia 2015 biskup Louis Nkinga.
23 listopada 2019 został mianowany arcybiskupem metropolitą Mbandaka-Bikoro, zaś 26 stycznia 2020 kanonicznie objął urząd.